# Nova Gradiška

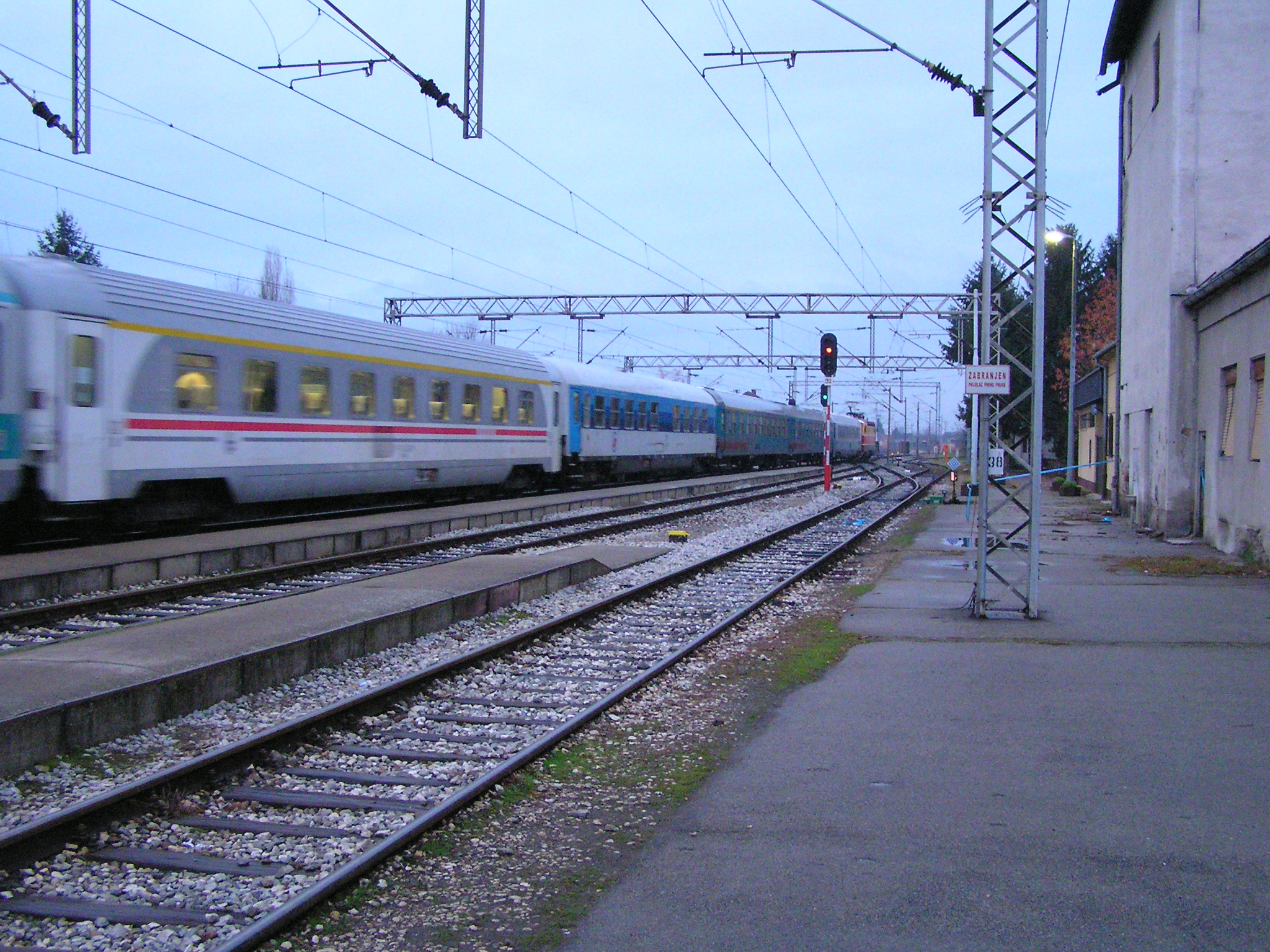
Järnvägsstationen i Nova Gradiška

Nova Gradiška (tyska: Neu-Gradischka eller Neugradiska, tidigare Friedrichsdorf, ungerska: Újgradiska) är en stad i Brod-Posavinas län, nära gränsen till Bosnien och Hercegovina, i landsdelen Slavonien i östra Kroatien. Staden har 15 833 (2001) invånare. Närliggande städer är Slavonski Brod, Novska och Stara Gradiška.

## Historia
Nova Gradiška grundades 1748 som en garnisonort i militärgränsen och kallades till en början för Friedrichsdorf. 1754 påbörjades uppförandet av den första murade byggnaden i staden, nämligen kyrkan Sveta Tereza (Heliga Tereza) som byggdes i barockstil. 

## Kommunikationer
Vid Nova Gradiška finns anslutningsväg till motorvägen A3 som i nordvästlig riktning leder till Ivanić-Grad och huvudstaden Zagreb och i sydöstlig riktning mot Slavonski Brod och den serbiska gränsen.